# 浜三嶺
浜 三嶺（はま さんれい、寛政5年3月20日（1793年4月30日） - 明治11年（1878年）1月14日）は江戸時代後期の儒学者、教育者。名は貞彜（さだつね）。通称は太郎右衛門、新兵衛、新五兵衛、後に兵太夫と改める。三嶺はその号、別号に新泉。福岡藩藩儒。

## 経歴
福岡藩藩士として筑前国薬院田中に生まれる。藩校修猷館に学び、後に備後国福山の菅茶山に学ぶ。
帰藩後、修猷館の指南加勢役、侍講を経て、天保7年（1836年）2月学問所総裁となる。
その後、奥頭取、陸士頭格頭取、町奉行を歴任する。